# Bronsvidebagge
Bronsvidebagge eller Pilglansbagge (Phratora vitellinae), är en skalbaggsart som först beskrevs av Carl von Linné 1758. Bronsvidebagge ingår i släktet Phratora, och familjen bladbaggar. Arten är reproducerande i Sverige.
Bronsvidebaggen är metallglänsande grön eller blåskimrande, 4–5 millimeter lång och oval. Dess svarta med borstvårtor försedda larver lever på bladen av vide, asp och odlade poppelarter. Genom att de avgnager bladens undersida kan de ibland orsaka skador på plantskolor.

## Bildgalleri

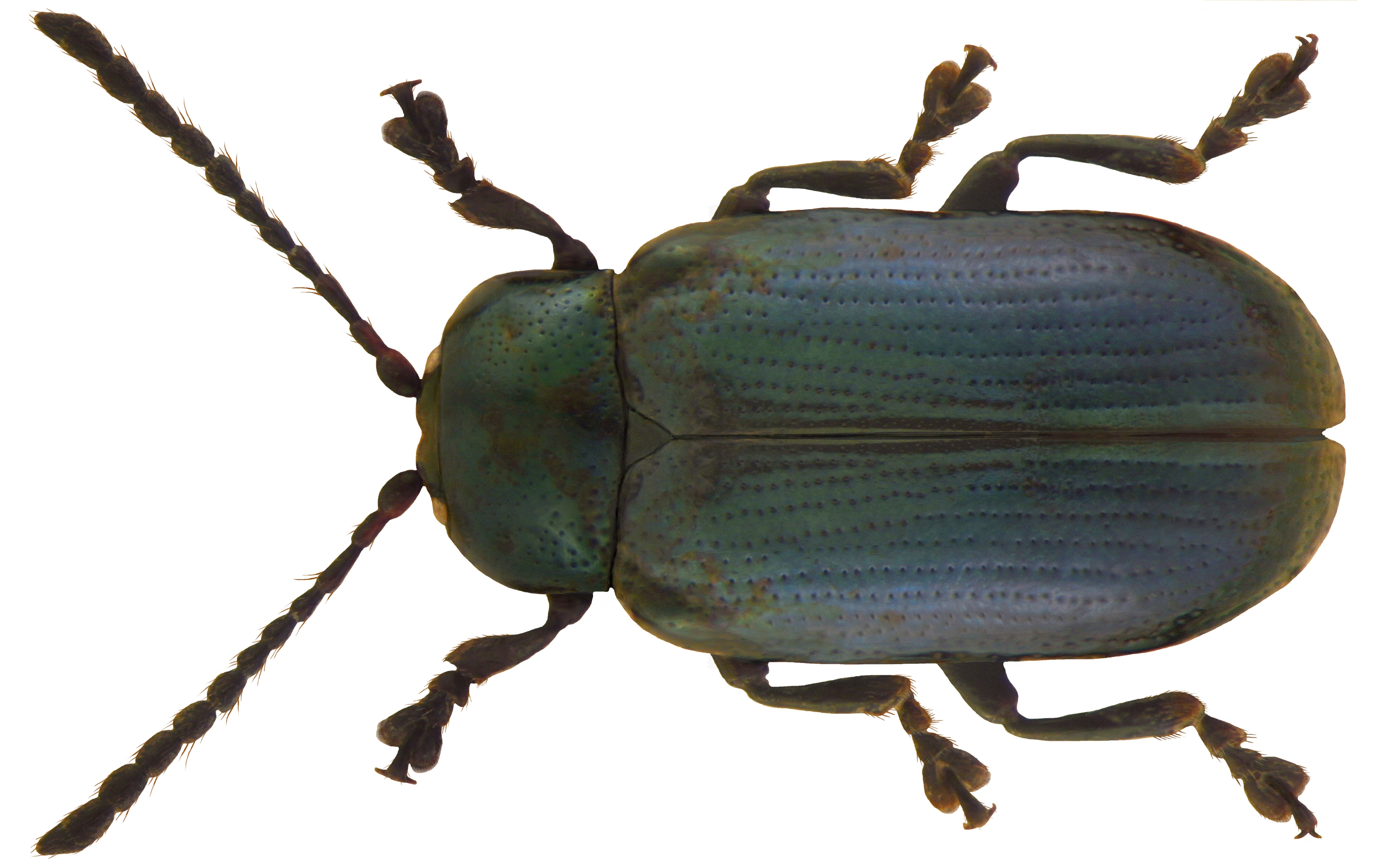
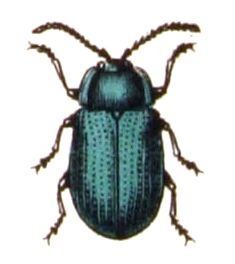